# Faucaria bosscheana
Faucaria bosscheana är en isörtsväxtart som först beskrevs av Ernst Friedrich Berger, och fick sitt nu gällande namn av Schwant. Faucaria bosscheana ingår i släktet Faucaria och familjen isörtsväxter. Inga underarter finns listade i Catalogue of Life.